# Johannes Schepp
Johannes Schepp (* 1938 in Aachen) ist ein deutscher Maler und Bildhauer sowie Installationskünstler.

## Leben und Wirken

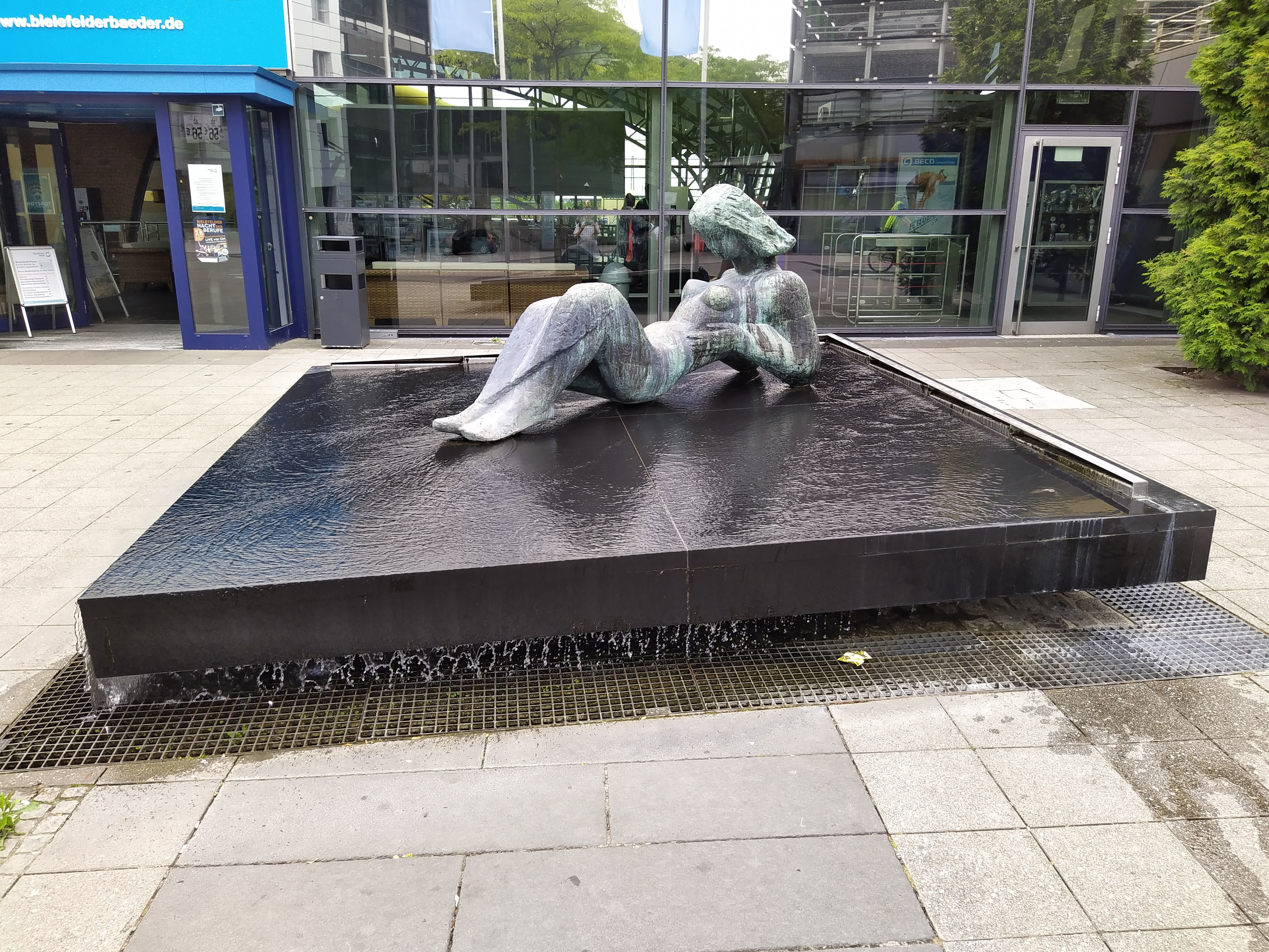
„Große Liegende“ in Bielefeld

Der Sohn des Aachener Bildhauers Helmuth Schepp und Enkel des Siegener Landrates Ernst Rudolf Schepp besuchte ab 1959 die Kunstakademie Düsseldorf in der Klasse des Bildhauers Manfred Sieler. Im Jahre 1963 erhielt Schepp den Ernst-Poensgen-Preis der Kunstakademie und war anschließend bis 1965 Meisterschüler bei Bruno Goller, Professor für Malerei in Düsseldorf. Zum Abschluss seiner Ausbildung führte er gemeinsam mit seinem Vater seine erste Ausstellung im Suermondt-Ludwig-Museum in Aachen durch.
Von 1971 bis 2002 war er als Kunstlehrer am CJD-Gymnasium in Versmold tätig. 1974 gründete er in Versmold den Kunstverein 'Galerie et' in der historischen Caldenhofer Mühle, die er als Atelier nutzte. Er wurde ebenfalls deren erster Vorsitzender.
Mittlerweile lebt und arbeitet er in einem eigenen Atelier in Borgholzhausen am Teutoburger Wald. Im Jahre 1991 gehörte Schepp zu den Gründern der Initiative „Künstler für Europa“, die in den Folgejahren auch internationale Ausstellungen organisierten.
Mit seinen zahlreichen Skulpturen, Bildern und Objektinstallationen, bei denen er einen Schwerpunkt auf christliche Kunst setzt, ist Schepp seit 1978 regelmäßig auf Einzelausstellungen im In- und Ausland vertreten. Darüber hinaus ist er auch ein gefragter Dozent für Experimentelles Malen.

## Ausstellungen (Auswahl)
- 1978: Kunstverein „De Waag“ Holland
- 1979: Kunstverein Bad Bergzabern Pfalz und Kunstverein Daniel Pöppelmann Haus Herford
- 1980: Kulturzentrum Wolfsburg und Galerie AAA Ascona, Schweiz
- 1981: Atelier Mensch Hamburg und Galerie Bollhagen Worpswede und Galerie Baden-Baden
- 1983: Galerie Schwarz Bremen und Kunsthaus Schaller Stuttgart
- 1986: Kunstverein Schmallenberg
- 1987: Kunsthalle Dominikanerkirche, Osnabrück
- 1989: Asociacion „Alfonso X“, Toledo, Spanien
- 1990: Dammhausmuseum Bünde
- 1992: Gründungsausstellung „Künstler für Europa“ im historischen Königssaal des Aachener Rathauses mit 28 Künstlern aus 22 europäischen Nationen
- 1993: 2. Ausstellung „Künstler für Europa“ innerhalb der internationalen Musikwochen des Schleswig-Holstein Musik Festivals im Kieler Schloss
- 1995: Aula Carolina, Aachen
- 2005: „Richtungs-Änderung“. St. Alfons, Aachen
- 2009: „Zwischen Himmel und Erde“, Lübecker Dom  und Halle (Westf.)[2]
- 2011: „Dialog mit Joseph Beuys“, Versmold[3]

## Werke (Auswahl)
Ein Großteil seiner verschiedenartigen Gemälde, Skulpturen und Objekte sind auf Schepps privater Homepage dargestellt.